# Tetramorium kestrum
Tetramorium kestrum är en myrart som beskrevs av Bolton 1980. Tetramorium kestrum ingår i släktet Tetramorium och familjen myror. Inga underarter finns listade i Catalogue of Life.